# Jumping Flash!
Jumping Flash! — компьютерная игра в жанре платформера, разработанная японскими компаниями Exact и Ultra и изданная Sony Computer Entertainment. Выпуск Jumping Flash! состоялся 28 апреля 1995 года для игровой приставки PlayStation в Японии, 29 сентября 1995 года в Европе и 1 ноября 1995 года в Северной Америке. В 2007 году игра была переиздана через магазин PlayStation Network и стала доступна для игры на PlayStation 3 и PlayStation Portable.
Игрок в режиме от первого лица играет за роботизированного кролика по имени Роббит, целью которого является найти недостающие реактивные капсулы, разбросанные персонажем-антагонистом астрофизиком по имени Барон Алоха. Роббит должен исследовать каждую часть планеты, чтобы получить все реактивные капсулы и остановить Алоху, собирающегося разрушить мир.
Игра была разработана с целью демонстрации возможностей консоли PlayStation и была представлена в начале 1994 года под условным названием «Spring Man». Jumping Flash! использует большую часть возможностей игрового движка, используемого в Geograph Seal, более ранней игре Exact, разработанной для домашнего компьютера Sharp X68000.
По мотивам Jumping Flash! было разработано два сиквела: Jumping Flash! 2 и Robbit Mon Dieu. На момент выпуска игра получила преимущественно положительные отзывы и появилась в ТОПе 100 игр всех времён по версии журнала Next Generation.

## Игровой процесс
В игре от первого лица Jumping Flash! игрок берёт на себя роль Роббита, роботизированного кролика, который может свободно перемещаться в трёхмерном пространстве. Игрок видит на игровом экране оставшееся время, счёт и персонажа по имени Кумагоро, выполняющего роль искусственного интеллекта, который помогает игроку предупреждениями и подсказками по успешному прохождению игры. Игроку также показывается радар, при помощи которого он может видеть расположение объектов, включая врагов, бонусов, реактивных капсул и вражеских снарядов. Игрок начинает игру с тремя жизнями, по окончании которых игра заканчивается. Одна потерянная жизнь восполняется по достижении игроком одного миллиона очков.